# Lisette Wahlström
Mona Lisette Wahlström, född 12 augusti 1939 i Göteborg, död där i Högsbo församling 28 april 2013, var en svensk målare, tecknare och skulptör.
Hon var dotter till sjömannen Daniel Johansson och Margareta Berntsson och 1961–1974 gift med Börje Wahlström. Hon studerade vid Slöjdföreningens skola i Göteborg 1957–1961 och var bosatt i Grekland 1962–1963 där hon bedrev självstudier och målade. Hon har medverkat i ett flertal utställningar med provinsiell konst arrangerade av olika konstföreningar. Hennes konst består av figurmotiv och landskapsskildringar utförda i olja eller blyertsteckningar samt mindre skulpturer i gips och lera. Som tecknare medverkade hon i Nya Wermlands-Tidningen och Göteborgs Posten samt utförde illustrationer för noveller och sagor. Wahlström är gravsatt i minneslunden på Västra kyrkogården i Göteborg.